# Brachypelma andrewi
Brachypelma andrewi là một loài nhện trong họ Theraphosidae. Deze bodembewonenLoài này phân bố ở wouden in Trung Mỹ, voornamelijk Mexico, Honduras và Guatemala. De spin is erg territoriaal ingesteld en zal snel bijten bij het indringen van hun territorium.
De spin groeit niet zo snel en wordt niet erg oud voor een Brachypelma-soort. De spanwijdte van de spin kan bij een volwassen exemplaar tot 15 cm bedragen. De spin dient een luchtvochtigheid van 60 tot 70% te hebben en een gemiddelde temperatuur van 22 tot 28 °C.